# Il passaggio (Justin Cronin)
Il passaggio è un romanzo fanta-horror scritto dallo statunitense Justin Cronin, pubblicato nel 2010 (2011 in Italia). È il primo libro di una trilogia che unisce elementi tipici della letteratura horror, fantasy e di fantascienza.

## Trama
Nel 2016, durante una spedizione nelle foreste della Bolivia, il professor Jonas Lear scopre un virus - trasmesso dai pipistrelli - che, una volta modificato, rende più forti gli esseri umani preservandoli da invecchiamento e malattie. Nasce così il Progetto Noah, che prende vita in una base americana in Colorado all'interno della quale avvengono esperimenti top secret volti a studiare la scoperta del professor Lear. Per lo scopo vengono utilizzati come cavie, dodici condannati a morte e una bambina di nome Amy. Tuttavia, nulla va secondo i piani del governo statunitense e i detenuti sottoposti alla sperimentazione si trasformano in creature assetate di sangue, i virali, e fuggono dalla base seminando morte e terrore. Gli Stati Uniti e, presumibilmente, tutto il Nord America cadono di fronte ai virali nel giro di poco tempo, mentre il resto del mondo sembra isolare in quarantena il continente dalla civiltà per contenere l'infezione. Da quel momento la civiltà è finita, tutti i sopravvissuti vivono con la paura di essere contagiati o di morire e nessun luogo è sicuro. L'unica speranza è rappresentata da Amy, la piccola superstite dell'esperimento: su di lei il virus ha avuto effetti particolari, trasformandola in una pedina fondamentale nella lotta contro i virali. Così la piccola Amy, a fianco dell'agente dell'FBI Brad Wolgast, dovrà liberare il mondo dall'incubo in cui è precipitato.

## Trasposizione televisiva
Nel novembre 2016 Fox annunciò di aver ordinato l'episodio pilota per una possibile serie televisiva basata sulla trilogia di Cronin e prodotta da Scott Free Productions e 20th Century Fox Television. La serie ha debuttato il 14 gennaio 2019.